# Bélmegyer
Bélmegyer là một thị trấn thuộc hạt Békés, Hungary. Thị trấn này có diện tích 63,05 km², dân số năm 2010 là 1035 người, mật độ 16 người/km².